# ハリガン氏の電話
『ハリガン氏の電話』（ハリガンしのでんわ、原題：Mr. Harrigan's Phone）は、2022年制作のアメリカ合衆国のホラー映画。
スティーヴン・キング原作の中編小説集『If It Bleeds』に所収されているMr. Harrigan's Phoneの映画化。ジョン・リー・ハンコック脚本・監督。2022年10月5日にNetflixで配信。

## あらすじ
ある田舎町に暮らす高校生のクレイグは、世捨て人のように暮らす富豪の老人ハリガン氏と読書を通じて友人になる。クレイグは週3回本の読み聞かせのバイトに行き、iPhoneをハリガン氏にプレゼントして使い方を教えるなどして交遊を深めていく。
しかしやがて、ハリガン氏は心臓病で亡くなってしまう。クレイグは葬式の時に、iPhoneをハリガン氏の棺に入れた。その後、クレイグがハリガン氏のiPhoneに電話をすると、不思議なことにテキストメッセージが返ってくる。棺の中のハリガン氏とiPhoneを通じて意思疎通ができることを知ったクレイグは、iPhoneでやり取りするようになる。
だがやがて、彼の周囲で不審な事故が起こるようになり…。

## キャスト
| 役名                   | 俳優                             | 日本語吹替 |
| ---------------------- | -------------------------------- | ---------- |
| ジョン・ハリガン       | ドナルド・サザーランド           | 勝部演之   |
| クレイグ・プール       | ジェイデン・マーテル             | 田中光     |
| クレイグの父親         | ジョー・ティペット               | 松本保典   |
| ハート先生             | カービー・ハウエル＝バプティスト | 村中知     |
| ケニー・ヤンコヴィッチ | サイラス・アーノルド             |            |
| 幼いクレイグ           | コリン・オブライエン             | 熊谷俊輝   |
| ピート・ボストウィック | トーマス・フランシス・マーフィ   |            |
| エドナ・グローガン     | ペギー・J・スコット              | 小野洋子   |